# Jan Garbarek
Jan Garbarek (* 4. března 1947 Mysen, Norsko) je norský saxofonista a hudební skladatel. Své první album nazvané Esoteric Circle vydal v roce 1969 a následovala řada dalších. Řadu let v jeho skupině hrál kontrabasista Eberhard Weber a na různých jeho albech hráli například Bill Frisell, Kim Kashkashian, Miroslav Vitouš, David Torn nebo Manu Katché. Mimo svá sólová alba hrál i na albech jiných interpretů, mezi které patří Keith Jarrett, Gary Peacock, Miroslav Vitouš nebo L. Shankar.